# Leptura petramarketae
Leptura petramarketae es una especie de escarabajo longicornio del género Leptura, categorizada en la tribu Lepturini, de la subfamilia Lepturinae. Fue descrita por Viktora & Hergovits en 2021.

## Descripción
Mide 14,95-18,15 mm de longitud.

## Distribución
Se distribuye por Vietnam.